# 스튜어트와 캐롤 매코믹 부부
스튜어트와 캐롤 매코믹(Stuart and Carol McCormick)은 사우스 파크 만화영화 시리즈에 나오는 등장인물이다. 그들은 케니 매코믹의 부모이다. 스튜어트 매코믹의 목소리는 매트 스톤이 맡았고 그의 부인인 캐롤 매코믹의 목소리는 메리 케이 버그만과 엘리자 슈나이더가 맡았고 지금은 에이프릴 슈튜어트가 목소리를 맡고 있다. Chickenpox 에피소드에서 나타난 것과 같이 매코믹 씨의 이름이 슈트어트란 것을 알 수 있고 매코믹 여사의 이름은 Cripple Fight 에피소드에서 언급된 적이 있어서 그녀의 이름은 어쩌면 캐롤일지도 모른다.

## 생김새
매코믹 가족은 사우스 파크에서 가장 가난한 가족으로 나온다. 스튜어트 매코믹은 기름 투성이인 옷에, 트럭 운전기사의 모자에, 더러운 바지를 입고 있다. 캐롤 매코믹은 "바보랑 같이 있음"(I'm with Stupid)이라고 적힌 라임색 티셔츠를 입고 있고, 더러운 바지를 입고 있다. 그녀가 입고 있는 티셔츠에 그려져 있는 화살표는 보통 스튜어트 매코믹에게 초점이 가있다. 캐롤은 이따금씩 교회에서 가짜 모피코트에 미니 스커트를 입고있는 모습이 보인다.

## 관계
스튜어트와 캐롤 매코믹은 관계가 매우 안좋다. 그들은 항상 싸우고 논쟁한다(스튜어트가 명백하게 알코올 의존자라는 것이 주요 소재이다). 치킨러버(Chickenlover) 에피소드에서 케니와 그의 형인 케빈이 그들을 보면서 웃고 있는데도 그들은 싸운다. 그럼에도 불구하고 Cartman Joins NAMBLA 에피소드에서 그들은 다른 아이를 가지자고 결정하게 된다.

## 자식들

### 케니 매코믹
케니는 4명의 중심인물 중 한 명이다. 케니는 그가 다시 영구하게 부활할 때까지 어느 방법이든 간에 항상 죽었다. 케니는 오렌지색 파카를 입고 있으며 그는 특정한 경우를 제외하곤 파카를 벗는 일이 별로 없었기 때문에 케니가 내는 목소리는 애매하게 들리게 된다.

### 케빈 매코믹
케빈에 대해서는 별로 알려진 점이 없으나 케빈은 케니보다 몇 년 더 나이먹은 것처럼 보인다(외관상으로 셸리 마시만큼 나이가 많아 보인다) 그리고 곧추선 가르마가 있는 갈색머리를 가지고 있다. 케빈의 목소리는 트레이 파커가 맡았고 케니의 반친구인 빌, 테란스, 그리고 포시의 목소리와 비슷하게 들린다.

### 캐런 맥코믹
케니의 여동생이다. 이름은 캐런 맥코믹(Karen Mccormick). 그녀는 한 번이라도 말하는 것이 나온적이 없고, 학교에서도 보이지 않는다. 그녀는 베스트 프렌즈 포에버(Best Friends Forever)에서 처음 등장했다.

## 집
매코믹네는 낡은 방갈로에서 살고 있다. 치킨폭스(Chickenpox) 에피소드에서 그 집이 스튜어트와 제랄드 브로플로프스키이 어릴때 만든 집이란 것을 볼 수 있다. 집 앞에는 트럭이 주차되어 있고 집에는 매우 더러운 개와 고양이가 있다.

## 종교
매코믹네에서 주목할 점은 항상 저녁식사 전에 신에게 감사 기도를 올린다는 점이다. 그들은 또한 신에게 왜 케니를 데리고 갔나고 묻기도 하고(Starvin' Marvin 에피소드에서) 이따금씩 그들은 완두콩 통조림을 가진 것에 대해서 신에게 감사 기도를 올린다.